# Eastbridge
Eastbridge – wieś w Anglii, w hrabstwie Suffolk. Leży 36 km na północny wschód od miasta Ipswich i 144 km na północny wschód od Londynu.